# Forcipomyia alocasiae
Forcipomyia alocasiae är en tvåvingeart som beskrevs av Tokunaga 1961. Forcipomyia alocasiae ingår i släktet Forcipomyia och familjen svidknott. Inga underarter finns listade i Catalogue of Life.